# Luchterhand Literaturverlag
Luchterhand Literaturverlag är ett tyskt bokförlag inriktat på skönlitteratur. Det har sedan 1994 sitt säte i München och är sedan 2001 en del av Verlagsgruppe Random House, en förlagsgrupp inom Bertelsmannkoncernen.

## Historia
Luchterhand Verlag grundades 1924 av Hermann Luchterhand och var till en början inriktat på facklitteratur, främst inom ekonomi och juridik. Förlagets första skönlitterära publikation kom 1954, och efter att den grenen av verksamheten fortsatt att växa, parallellt med facklitteraturen, gjordes en delning 1972 i två självständiga förlagsdelar, vilka i slutet av 1980-talet också fick olika ägare.